# Wil de Vlam
Wil de Vlam (Sambeek, 22 augustus 1947) is een Nederlands voormalig wielrenner, die beroeps was tussen 1973 en 1978.

## Wielerloopbaan
De Vlam was in totaal zes seizoenen prof en won in die periode één wedstrijd, een criterium in Grave in 1974. In 1978 beëindigde hij zijn loopbaan, na een door een val opgelopen slagaderlijke bloeding.

## Resultaten in voornaamste wedstrijden
| Jaar | Ronde van Italië | Ronde van Frankrijk | Ronde van Spanje |
| ---- | ---------------- | ------------------- | ---------------- |
| 1974 |                  | opgave              |                  |

| Jaar | Gent-Wevelgem |
| ---- | ------------- |
| 1974 | 60e           |